# Centrale nucleare di Grohnde
La centrale nucleare di Grohnde (in tedesco Kernkraftwerk Grohnde) è una centrale nucleare della Germania situata presso la località di Grohnde, nel distretto di Hamelin-Pyrmont in Bassa Sassonia. 
La centrale era composta da un reattore PWR per complessivi 1430 MW di potenza. Il reattore, che si compone di 193 elementi combustibile, utilizzava sia uranio arricchito che combustibile ossido misto. 
L'impianto era del tipo a reattore ad acqua pressurizzata e utilizzava quattro cicli di raffreddamento a base d'acqua, mantenuti ad alta pressione.
L'impianto è stato dismesso il 31 dicembre 2021 nell'ambito del piano di transizione della Germania verso fonti d'energia rinnovabile.